# 臺中市鐵路沿線崇倫碉堡
24°07′23″N 120°39′18″E / 24.123145°N 120.654961°E
臺中市鐵路沿線崇倫碉堡，簡稱崇倫碉堡，位於臺灣臺中市南區崇倫里，為五權車站與大慶車站之間臺中線高架鐵路下的防禦工事，今列台中市歷史建築。

## 建築
當地耆老表示崇倫碉堡工事原是作為固守往來台中和彰化鐵路的往來安全。依照崇倫社區發展協會曾素貞、謝玲蘭訪談耆老，崇倫碉堡最遲建於1949年左右。碉堡為方形鋼筋混凝土結構體，特別以低矮型建築設計，長約400公分、寬約300公分，高約310公分，壁厚30公分，南側為出入口，其他三面各有矩形機槍口。碉堡內3坪大空間，約可容納10人。

## 文保
2000年代，從建國南路190號到270號一帶鐵路旁空地，由於長期缺乏管理，以致遭到不肖廠商及民眾亂丟廢棄物及垃圾，且雜草叢生。此碉堡因廢棄，被當地人以為是墳墓，直到崇倫社區在2008年3月8日為植樹節作綠化時才重見天日。次年2月10日，社區在碉堡裝內部放置兒童、老人的藝術創作。

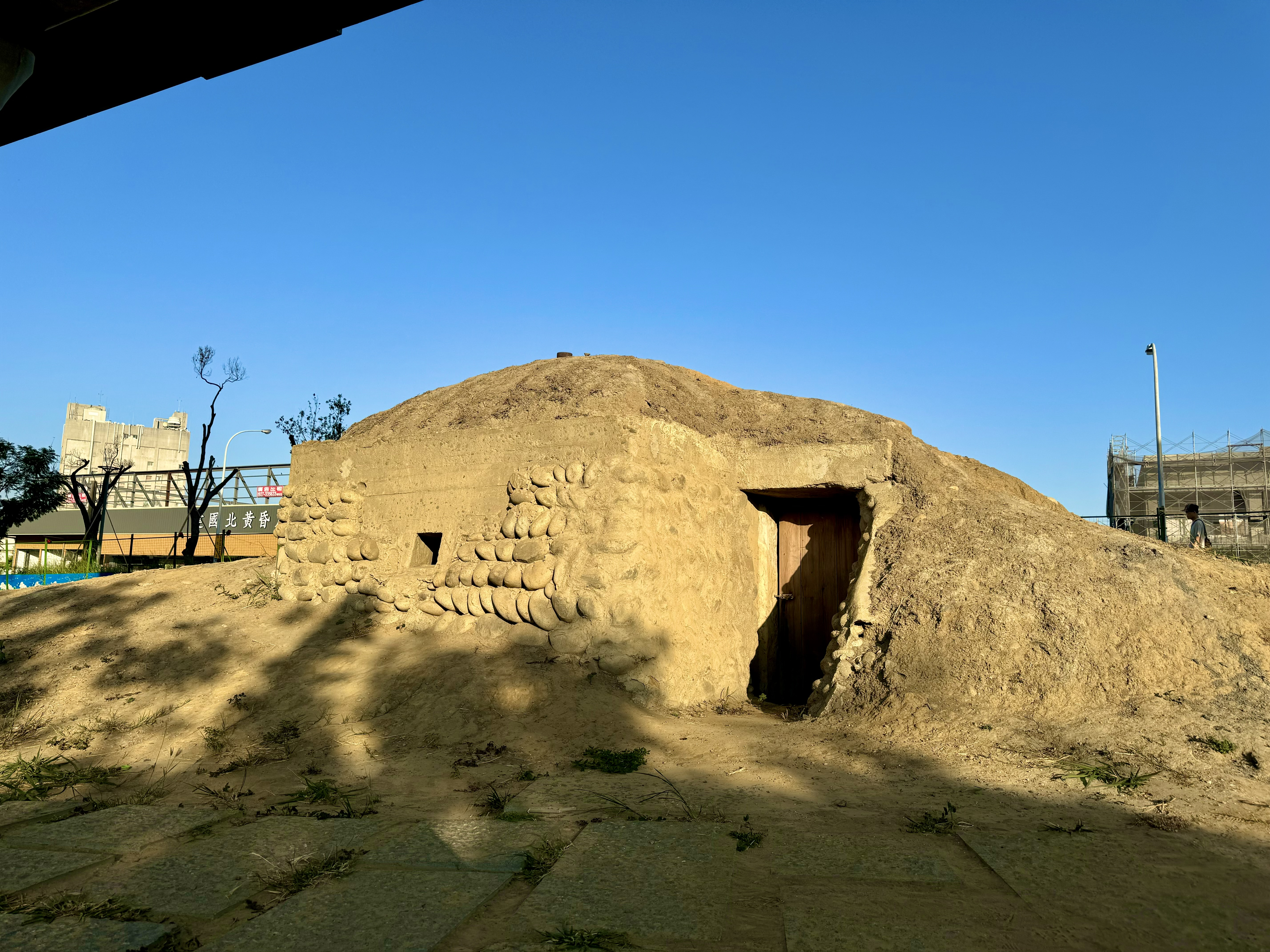
崇倫碉堡近景

因碉堡就在建國南路鐵道旁，吸引鐵道迷將崇倫碉堡與電車一同拍攝。2010年2月，崇倫碉堡緊急列入歷史建築後，臺中都會區鐵路高架捷運化計畫主動讓位調整落墩位置，使碉堡獲保留。碉堡今介於五權車站與大慶車站之間高架鐵路下。
鐵道高架化後，崇倫碉堡因地上權歸屬不明造成荒廢，因此立委黃國書在2021年2月2日集市府文資處、新工處、養工處、台鐵局一同會勘，以確認崇倫碉堡後續維護單位。